# Ассоциация футбольных журналистов
Ассоциация футбольных журналистов (англ. Football Writers' Association; сокращённо FWA) — ассоциация английских футбольных журналистов и корреспондентов, которые пишут статьи для газет и информационных агентств. Основана в 1947 году.
По итогам каждого сезона АФЖ награждает призом лучшего футболиста года, а также вручает награду за заслуги перед футболом. Первая награда, «футболист года», является одной из двух самых престижных наград в английском футболе, наряду с наградой игроку года по версии ПФА.